# Phlebotomus neglectus
Phlebotomus neglectus är en tvåvingeart som beskrevs av Tonnoir 1921. Phlebotomus neglectus ingår i släktet Phlebotomus och familjen fjärilsmyggor. Inga underarter finns listade i Catalogue of Life.